# MALIA.
MALIA.（マリア、1983年2月1日 - ）は、日本の女性ファッションモデル、実業家。本名、新保 真里有（しんぼ まりあ）。
神奈川県横浜市出身。テンカラット所属。4度の離婚歴があり、4人の子を持つシングルマザーである。

## 略歴
中学時代、雑誌『egg』に載りたいという思いから渋谷センター街を1日に何度も往復していたところ、中学3年の終わり頃に声を掛けられ、同誌のストリートスナップに登場した。これを機に『egg』のほか『Ranzuki』『S Cawaii!』『Popteen』にも登場し、『Fine』や『ViVi』ではモデルとして呼ばれるようになった。『Fine』でのモデル歴が最も長く、15歳から19歳まで同誌のモデルを務めていた。
2度目の離婚をした2009年、通販カタログの『ピーチ・ジョン』で展開していたマタニティブランドを独立させて、自身の会社「Anela Inc.」を立ち上げた。その後、ブラジリアンワックスのサロン、アパレルブランド、ビューティーブランドなどを展開する。
2022年、三男の教育のためアラブ首長国連邦ドバイへ移住した。

## 人物
父親はパキスタン人で、母親は日本人。一人っ子である。10歳の頃に両親が離婚し、それ以降は母親の元で暮らした。高校は中退した。
MALIA.が19歳の時に出産した長男の海鈴は、2023年末に子供が誕生。これによりMALIA.は40歳で初孫が誕生し祖母となった。

### 離婚歴
初婚
2002年にプロサッカー選手の田中隼磨と結婚。19歳だった同年8月に第1子男児の海鈴を出産。2004年に離婚。
2度目
2003年に雑誌の撮影で知り合った総合格闘家の山本"KID"徳郁と、2004年8月に結婚。2005年1月に第2子男児、2006年11月に第3子女児を出産。2009年に離婚。
3度目
2015年元日にプロサッカー選手の佐藤優平と結婚。2017年3月に離婚。佐藤との間に子供は居ない。
4度目
2017年11月22日に元プロサッカー選手でファッションモデルの三渡洲舞人と結婚。2018年8月8日に第4子男児を出産。2019年4月に離婚を発表。

## 出演

### 雑誌
- Fine（日之出出版）
- ViVi（講談社）
- SAKURA（小学館）
- FRaU（講談社）
- BOAO（マガジンハウス）
- 美人百花（角川春樹事務所）
- smart（宝島社）

他、多数。

### 広告
- Kitson×UNIQLO「SUPER MAMA」by LESLIE KEE〜チャリティー写真集
- INTER PLANET イメージモデル
- duras ambient イメージモデル
- HbG イメージモデル
- UNIQLO イメージモデル
- moussy イメージモデル
- LAGUNAMOON イメージモデル

他、多数。

### テレビ番組
- easy sports（2009年5月4日 - 5月8日、テレビ朝日）
- 東京オーディション（仮）（2015年2月23日 – 2020年6月29日、TOKYO MX）-レギュラー

### テレビドラマ
- THE LAST COP/ラストコップ（2015年、日本テレビ）- 桐島レイカ 役

## 書籍
- 月刊MALIA（2009年、新潮社）
- TRUE LOVE 3度目は3人子連れで年下婚!（2015年、講談社）
- モデルが撮影前にしている5日だけトレーニング（2019年、大和書房）
- 子どもも自分も一緒に幸せになる 育児育自論（2024年、A-Works）